# New Orleans zenéje

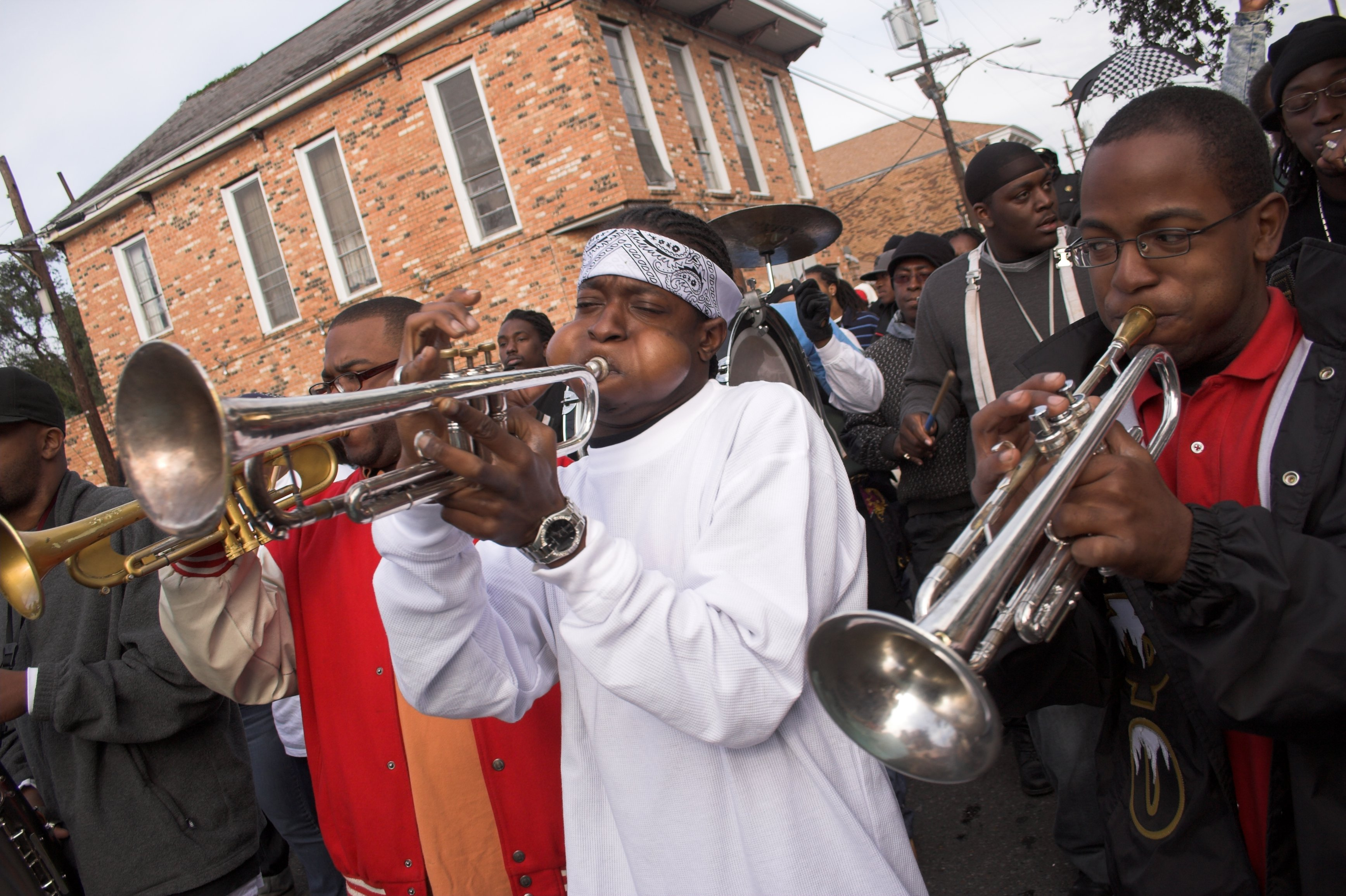
Egy New Orleans-i rezesparádé

New Orleans zenéje, zenei világa rendkívül színes stílusok tekintetében, ám mindet összeköti a közös múlt, a helyi hagyomány, a tradíció. A louisianai városról széles körben elterjedt tény, hogy a jazz zene szülőhazája. A jazz egyik legkorábbi formája, a dixieland (amit manapság gyakran csak tradicionális jazznek, 'New Orleans'-nak vagy 'New Orleans jazznek' neveznek) valóban e városhoz köthető. Ugyanakkor a New Orleans-i jazz az idők során számos formát öltött, melyek néha vissza-visszatértek a korai dixieland tradíciókhoz, máskor viszont egészen új utakon indultak el. New Orleans emellett nagyon fontos központja a funk zenének is, innen származik többek között a híres The Meters zenekar.

## A XIX. század első fele
A New Orleans-i zene afrikai hagyományait 1835-ben a Congo Square-en találjuk meg, ahol a rabszolgák vasárnaponként zenélhettek és táncolhattak. Ezeken a parádékon gyakran megfordultak olyan helyi fehérek is, mint Louis Moreau Gottschalk. Bár a városban népszerűek voltak más európai zenei stílusok is, leginkább a rézfúvós zenekarok terjedtek el, megteremtve a helyi zene hangzásvilágának alapjait.
1838-ban a helyi Picayune című napilap gúnyos hangú cikket jelentetett meg arról, hogy a városban már szinte minden sarkon találhatunk egy rezesbandát.

## Dzsessz

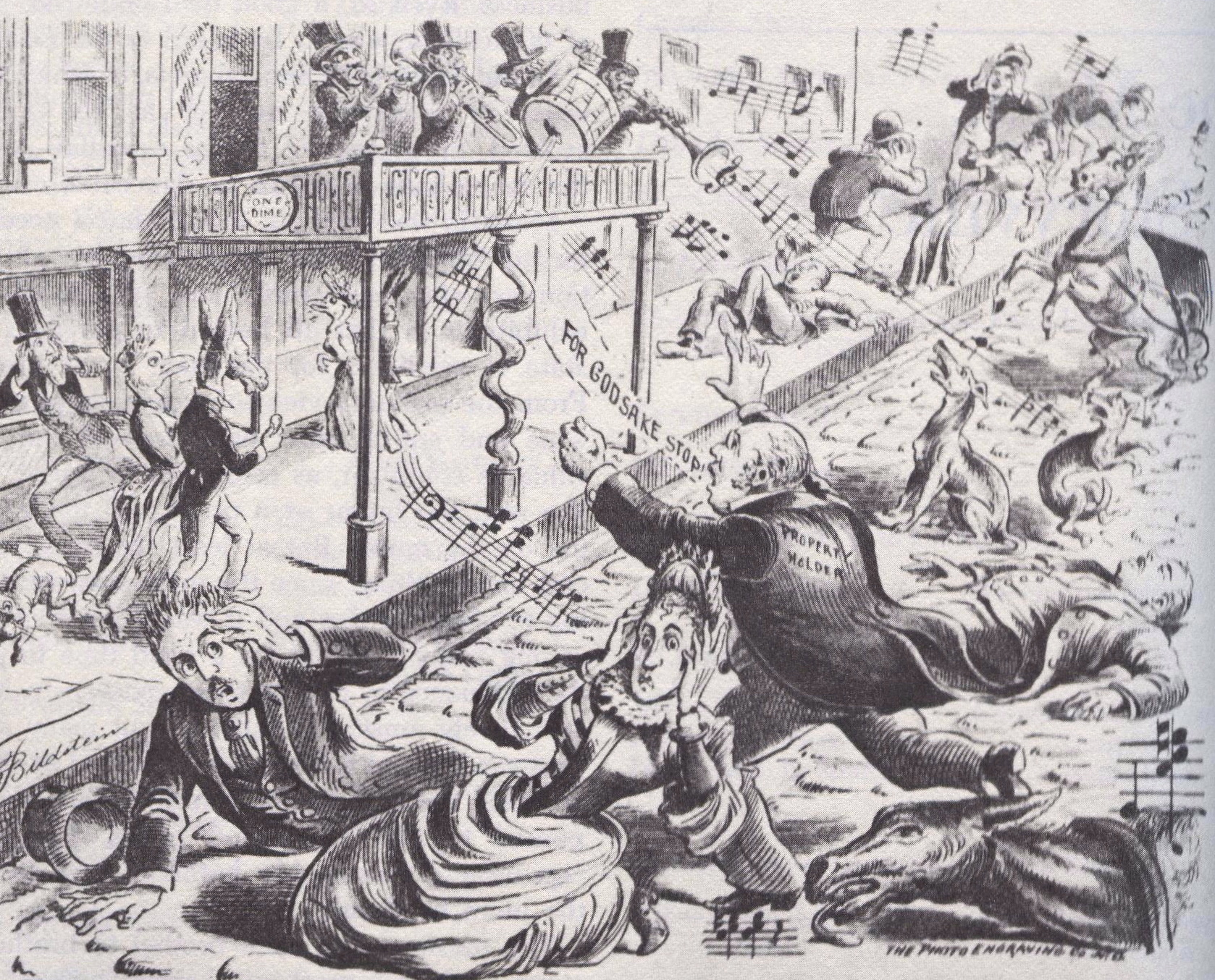
Karikatúra egy 1890-ben, New Orleansban zenélő afro-amerikai bandáról. Al Rose, helyi író szerint ez "a legkorábbi jazz band-illusztráció". Bár a New Orleans-i jazz-zenekarok szintén trombitával, kornettel, harsonával, klarinéttal és dobokkal dolgoztak akár a 15 évvel későbbi, első hivatalos jazz-felvételek készítői, kérdéses, hogy hangzásában ez a zene mennyire nevezhető jazznek.

Maga a "jazz" szó (azaz akkori formájában a "jass") az 1910-es évek közepéig nem is terjedt el a városban. A tízes évek végére azonban New Orleans-i zenészek nevet szereztek maguknak az államok egyéb részein is, ezért a helyiek kénytelenek voltak új névvel illetni ezt a friss stílust, hogy elválasszák az országszerte ismert ragtime-tól. Korábban a New Orleans-i stílust egyszerűen csak "ragtime"-nak nevezték (Sidney Bechet egész életében így hívta saját zenéjét). A ragtime helyett néha felbukkant a "hot music" vagy a "ratty music" kifejezés is.
A New Orleans-i tánczene már a XIX. században is igen jellegzetes volt. Miután ebből kialakult az a stílus, amit később "jazznek" neveznek, tartani kezdte magát ez a név. Ezzel szemben New Orleans-i zenetörténészek szerint ez a stílus korántsem volt egységes, és amit jazznek nevezünk, az valójában csak az 1890-es évektől az 1910-es évek közepéig tartott.
Az 1890-es években egy Poree nevű ember alkalmazta először Buddy Bolden kornettes zenekarát. Boldent sokan az első jazz-zenésznek tartják. A zenét ekkor még nem hívták jazznek, pusztán a katonazenekarok hangzásvilágát a tánczenével egyesítő stílusnak tartották. Bolden magát blues-zenésznek nevezte. A "jazz" szó korabeli alakja, a "jass" valószínűleg szexuális töltetű volt, mivel az akkori zenészek leginkább a munkásosztály szórakozóhelyein játszottak. Szemben sok XX. századi történettel, a helyi piros lámpás negyed, a Storyville nem játszott fontosabb szerepet a zene kialakulásában, mint egyéb helyszínek, viszont lényeges volt abból a szempontból, hogy a városba látogató turisták itt ismerhették meg a helyi művészeti formákat. A zenészek leginkább a katonazenekarok hangszereit használták, amikhez a zálogházakban jutottak hozzá.
A New Orleans-i kreolok szintén jelentős befolyással bírtak a helyi zenei törekvésekre. Rájuk leginkább Bolden művészete haott. Louis Armstrong, Sidney Bechet és Jelly Roll Morton szintén Boldent jegyzi legfőbb inspirálójának (Armstrong mentorától, King Olivertől tanult a legendás kornettesről).

### Kubai hatások
Az afroamerikai zene a XIX. században megszülte az első afro-kubai zenei motívumokat, nevezetesen az habanerát (a kubai contradanzát). Az új zenei stílus világszerte népszerű lett. Az habanera az első leírt, afroamerikai ritmikai motívumon alapuló zene. Az afroamerikai zene szempontjából az habanera ritmus (más néven a congo tango-congo, vagy tango.) a tresillo ritmus és a 2-4-es lüktetés kombinációja.

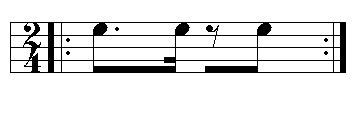
Tresillo ritmika

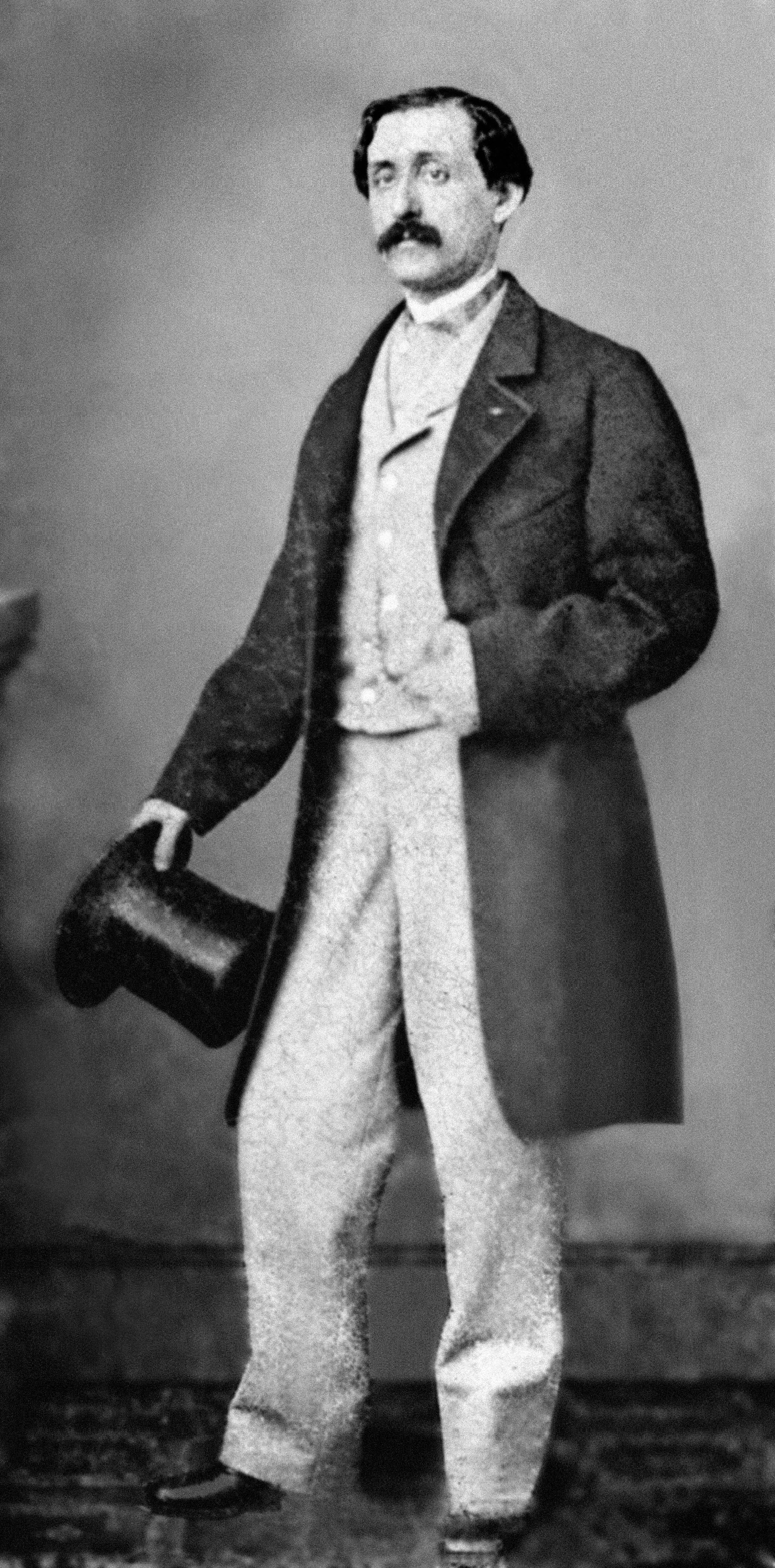
Louis Moreau Gottschalk

Havannai és New Orleans-i zenészek számára napi két komp is összekötötte a két várost, így az habanera hamar elterjedt (a zeneileg igen változatos Crescent City-n keresztül). John Storm Roberts szerint az habanera "20 évvel az első ragtime publikálása előtt már elérte az Egyesült Államokat" (1999: 12). Az "A Night in the Tropics" című Louis Moreau Gottschalk-művet a szerző kubai tanulmánya inspirálta. 
Gottschalk sűrűn alkalmazza a tresillo egyik változatát, a cinquillót. Itt kezdődik az afro-karibi ritmikai világ beáramlása az Újvilág műzenéjébe. A következő negyedszázadban, mialatt kialakult a cakewalk, a ragtime és a korai jazz, az habanera kiemelten fontos részét képezte az afroamerikai tánczenének.
Hogy a tresillo egyenesen Kubából érkezett volna, vagy az habanerán keresztül áramlott be New Orleans-ba, arra nem tudjuk a választ. Valószínűleg karibi rabszolgák játszottak tresillo-alapú ritmust a Congo Square-en. Némely afroamerikai népdalban, ring shoutban és polgárháború utána dob-és-fuvola muzsikában is megtalálhatjuk. A tresillo fontos részét képezi a New Orleans-i second line zenének is.
Korai New Orleans-i jazzbandák műsoron tartottak habanerákat, és gyakran játszottak tresillo/habanera ritmikákat a századfordulón. A kubai zenéből kiindulva Wynton Marsalis jazztrombitás a tresillót a "New Orleans-i clave-nak" nevezi. Ugyan technikailag ez a ritmikai figura csupán fele egy clave-nak, Marsalis szerint a tresillo a New Orleans-i zene alapköve. A kiváló helyi zenész, Jelly Roll Morton a tresillo/habanera ritmust (amit ő csak "spanyolos íznek" nevezett) a jazz legfőbb alkotóelemének tartotta.  A ritmikát hallhatjuk a bal kezével játszani olyan szerzeményeiben, mint az 1910-es "The Crave" (amit 1938-ban rögzítettek).
Az egyik legkorábbi dalomban, a "New Orleans Blues"-ban észrevehetik a spanyolos ízt. Tulajdonképpen ha nem teszünk ilyen spanyolos ízeket a zenébe, sosem kapjuk meg a helyes fűszerezést amit jazznek hívok.
Bár a jazz szinkopált lüktetésének eredete a homályba vész, evidens, hogy a koncepció alapját az habanera/tresillo jelenti. Buddy Bolden, az első ismert jazz-zenész alkotta meg az úgynevezett big four lüktetést, az első szinkopált dobpatternt, ami elválasztja a jazzt a korábbi, indulókra emlékeztető ritmizálástól. A big four pattern második fele egyenlő az habanera ritmussal.
Talán nyugodtan kijelenthetem, hogy főleg az egyszerűbb afrikai ritmikai formák maradtak meg a jazzben... mivel ezek könnyebben társíthatók az európai ritmikai elgondolásokhoz. Néhány fennmaradt, néhány pedig eltűnt, ahogy az europanizáció egyre nagyobb teret nyert magának. Mint azt láthatjuk, a tresillo megmaradt az egyik leghasznosabb és leggyakoribb, szinkopált ritmikának a jazzben.

### Second line
A rezesbandák hőskorában, a XIX. században, sőt még azelőtt a zene főleg írott volt - úgy értem, olyan zenekarokban, mint amikben az apám játszott. Ahogy telt-múlt az idő, egyre több lett az improvizáció.
A rezesbandák már jóval a jazz megjelenése előtt megjelentek, köszönhetően a katonaságnak. A New Orleans-i zene történetében rengeteg zenész rezesbandában kezdte pályafutását, ahol dirgéket (sirató énekeket), ünnepi dalokat, vagy gyors dallamokat játszottak az úgynevezett jazz temetéseken, az 1890-es évektől kezdve. Ez a hagyomány ma is létezik, hiszen olyanok tartották életben, mint Louis Armstrong, Henry "Red" Allen és King Oliver. A rezesbandák ma is jelen vannak a "The Big Easy" nevű negyedben, és olyanok ápolják ezt a tradíciót, mint a Marsalis család, akik maguk is dolgoztak ilyen zenekarokkal.
A legtöbb New Orleans-i zene a rezesbandák hagyományából táplálkozik. Olyan hagyományból, amely megelőzte a jazzt is. A XIX. század végén az utcai rezesbandák végigvonultak a városon, nyomukban az úgynevezett "second line" parádéval. A legelső zenekarok a Tremé nevű negyedből származnak, itt születtek meg az Excelsior, Onward és Olympia fúvószenekarok. Az Onward és az Olympia indította el azt a hullámot, ami még ma is létezik olyan modern zenekarok által, mint a Dirty Dozen Brass Band vagy a Kermit Ruffins trombitás vezette Rebirth Brass Band.
A helyi katonazenekarok története roppant színes és érdekes, mivel a város szinte összes nagyobb rendezvényén feltűnnek. Zenélnek temetéseken, piknikeken, karneválokon és utcai parádékon. A helyi jazzel kölcsönösen hatottak egymásra. A rezesbandák ekkoriban gyakran 6/8-os metrumban játszottak, szemben a jazzbandák "raggelésével", a 2/4-del. A jazzbandák átvették a 6/8-ot, a rezesbandák pedig több improvizációt tettek zenéjükbe. Ez is mutatja, hogy a jazz a korlátlan zenei szabadság egyik megtestesülése.

### Dixieland
Meg kell érteni, hogy az ország északi és déli része harcban állt egymással. A polgárháború befejeződése ezen mit sem változtatott, és azoknak a fiúknak ott fönt minden Dixie vagy Dixieland volt. Nekünk, helyi feketéknek viszont ez New Orleans-t jelentette. Nem Dixieland Jazz, New Orleans! Dixielandet ott fönt csináltak.
A dixieland kifejezés először Dan Emmett "Dixie's Land" című dalában jelent meg 1859-ben. Az afroamerikaiak szempontjából negatív töltetű szóval azokat a területeket írták le, amelyeken az egykori rabszolgák még nem emancipálódtak. A dixieland zenét többféleképpen is definiálhatjuk, de a gyökere New Orleans-ban található meg, legkorábban King Oliver zenéjében. Hamar elterjedt észak felé köszönhetően a déli feketék Chicagóba vándorlásának. Napjainkban ezzel a szóval jellemzünk minden olyan korai jazz-zenét, ami különbözik az eredeti New Orleans-stílustól.
A dixieland megnevezést nem nagyon használják New Orleans-i zenészek. Az első zenekar, amelyik zenéjét dixielandnek nevezte, a teljesen fehérekből álló The Original Dixieland Jazz Band volt. Nekik köszönhető, hogy a dixieland és New Orleans neve összekapcsolódott. Habár nem ők a műfaj atyjai, mégis ők voltak az első New Orleans-i banda, akiket rögzítettek (New York City-ben 1917-ben).
A dixieland fiataljai közül kiemelkedik Louis Prima, aki bátyjával, Leonnal a New Orleans-i francia negyed mellett, munkásosztályi körülmények közt nőtt fel olaszok és feketék közt. Húszas évei elején kezdett trombitálni és kornettezni, később pedig északra indult szerencsét próbálni. New York City után Las Vegas-ba került, ahol az ötvenes évek elején egy másik New Orleans-i zenésszel, a szaxofonos Sam Buterával játszott.

## Rhythm & blues és rock & roll
A második világháború után új zenei stílus ütötte fel a fejét New Orleansban. Helyi zenészek, mint Fats Domino felkarolták a rhythm and blues-nak nevezett irányzatot, ami a rock and roll egyik fontos előzménye volt. A helyiek mellett máshonnan érkező rockerek is gyakran készítettek felvételeket New Orleans-i zenészekkel.
1949-ben Fats Domino és Dave Bartholomew producer integrálta a tresillo ritmikát a zenébe.
A New Orleans-i producer-zenekarvezető, Dave Bartholomew alkalmazta először ezt a figurát (egy szaxofonkórusban) az 1949-es "Country Boy" című lemezen. Ennek köszönhetően ez lett az ötvenes évek rock and rolljának legtöbbet használt motívuma. Fats Domino, Little Richard és mások felvételein Bartholomew sűrűn alkalmazta a tresillót a bőgő, elektromos gitár- vagy baritonszaxofon témákban, ezzel kemény alapot adva a zenének. Bartholomew saját bevallása szerint a motívumot először egy kubai lemezen hallotta, mint bőgő-patternt
Egy 1988-as interjúban Robert Palmer író elmondja, hogy Bartholomew hogyan cserélte ki tresillóra a korábbi swing ritmust.
Halottam egy bőgőtémát egy 'rumba' felvételen. A "Country Boy"-ban a swingesen játszó basszus-dob ritmusszekció fölé írtam egy rumbás szólamot a szaxofonoknak. Később, amint megjelent a rock and roll, egyre feszesebbé változtattam a rumba basszust, s ekkor már mind a basszushangszer, mind az elektromos gitár, mind a baritonszaxofon ezt a ritmikát játszotta uniszónóban.
Bartholomew a 'rumba' megnevezéssel a kubai son zenére utalt. Az 1949-es, tresillón alapuló "Oh Cubanas" felvételen tisztán hallhatjuk, ahogy elmosódnak a határok az afroamerikai és az afro-kubai zene között.

## Hiphop
A New Orleans-i hiphop népszerűsítése a már megszűnt No Limt Records és a Cash Money Records nevéhez fűződik. Ezek a kiadók rengeteg helyi rapper albumát adták ki a kilencvenes évek közepe óta. Néhány előadó: Mystika, Master P, Soulja Slim, C-Murder, Silkk the Shocker, BG, Big Tymers és Lil' Wayne. Emellett New Orleansban született a bounce stílus is. Újabban jelent meg a Jay Electronica, ami a Jay-Z nevéhez fűződő Roc Nationhöz tartozik.

## Heavy metal
New Orleansban aktív a heavy metal színtér is az 1980-as évek óta. Zenekarok, mint az Eyehategod, Down, Exhorder, a Crowbar, az Acid Bath, a Soilent Green, a Goatwhore, a Kingdom of Sorrow, a Graveyard Rodeo és Superjoint Ritual vagy a városban alakultak, vagy több tagjuk is innen származik. Előadók, mint Mike Williams, Jimmy Bower, Brian Patton, Phil Anselmo, Kirk Windstein, Pepper Keenan, Pat Bruders, és Kyle Thomas New Orleans-i lakosok.
Itt született meg a "Louisiana sound", amit az Exhorder nevű zenekar talált föl, akik ötvözték a doom metalt a gyors thrash metallal. Ennek eredményeként sokak szerint New Orleans-ban született meg a sludge metal stílus. A felsorolt metálbandák közül sokan merítkeznek a Black Sabbath, a Melvins, a hardcore punk és a déli rock hagyományaiból. Mindazonáltal a színtér nem egységes. Az Eyehategodban üvöltő ének és keményen torzított gitárhangzás van, míg a Down inkább a klasszikus rockon alapszik. A Crowbar stílusára főleg a lassabb tempó és a lehangolt gitárok jellemzők, a Soilent Green pedig inkább grindcore-os hangvételű.
A zenekartagokat tekintve gyakran találkozhatunk átfedésekkel. Jimmy Bower, az Eyehategod egyik alapító tagja a Downban is zenél, korábban játszott a Superjoint Ritualban és sokszor fellépett a Crowbarral. Pepper Keenan, a Corrosion of Conformity tagja szintén szerepel a Downban és az Eyehategod Dopesick című albumán is feltűnik. Kirk Windstein a Crowbar alapító tagja és a Kingdom of Sorrow zenésze szintúgy a Down legénységét képzi. Phil Anselmo a Downból a Superjoint Ritual korábbi tagja, és részt vett számos más New Orleans-i metálformációban is, emellett pedig egy hardcore punk mellékprojektet is üzemeltet Mike Williams-el és Hank Williams-el Arson Anthem néven. Brian Patton az Eyehategod és a Soilent Green tagja, L. Ben Falgoust II-vel, aki a Goatwhore énekese

## Külső hivatkozások
- A New Orleans-i zene története 100 felvételen keresztül, szerkesztő: Ted Gioia (jazz.com)
- Clarence's Greater New Orleans Area Cajun and Zydeco Schedule
- A New Orleans-i zeneszerző, Edmund Dédé
- A New Orleans-i zeneszerző, Basile Barés Archiválva 2012. február 8-i dátummal a Wayback Machine-ben
- New Orleans-i fekete komponisták biográfiái: B. Barés, E. Dédé, L. Lambert, S. Lambert, J. W. Nickerson, A. J. Piron, és F. V. Seymour, letölthető tartalmakkal.  Az oldalon találhatunk 22 letölthető kreol melódiát is.
- NOLA Underground
- No Questions, No Answers New Orleans Punk Compilation 1980
- The WTUL New Wave Hour - 1978
- List of past and present New Orleans-i zenészek
- Tullos, Allen (2004. február 26.). „Music of the Louisiana Gulf Coast”. Southern Spaces. [2012. augusztus 11-i dátummal az eredetiből archiválva]. (Hozzáférés: 2012. augusztus 26.)

## Fordítás
- Ez a szócikk részben vagy egészben  a   Music of New Orleans című angol Wikipédia-szócikk fordításán alapul.  Az eredeti cikk szerkesztőit annak laptörténete sorolja fel. Ez a jelzés csupán a megfogalmazás eredetét és a szerzői jogokat jelzi, nem szolgál a cikkben szereplő információk forrásmegjelöléseként.